# Khaled Al Khamissi
Khaled Al Khamissi (en arabe : خالد الخميسى (Khālid al-Khamissī)), né le 27 septembre 1962 au Caire, est un écrivain, producteur et réalisateur égyptien. Il vit actuellement au Caire, où il travaille comme journaliste. Il est l'auteur de deux romans, traduits dans dix langues. Il est depuis 2015 directeur général de la Bibliothèque publique du Grand Caire (Greater Cairo Library), à Zamalek.

## Biographie
Fils d'un père écrivain mort très tôt, Khaled Al Khamissi est né le 27 septembre 1962 au Caire, où il réside toujours. Il a obtenu un baccalauréat en sciences politiques de l'Université du Caire en 1984 et une maîtrise en politique étrangère de la Sorbonne en 1987. De retour en Égypte, il travaille pour l'Institut national égyptien des études sociales et fonde la maison de production Nile Production Company, avec laquelle il écrit de nombreux scénarios pour le cinéma égyptien. Il dirige pendant longtemps la maison d'éditions Noussous et publie ainsi des écrivains égyptiens tels que Louis Awad (en) ou Nasr Hamid Abu Zayd. Actuellement, il écrit des articles et des analyses critiques sur la politique et la société dans divers journaux et hebdomadaires égyptiens.

## Œuvres
Les œuvres de Khaled Al Khassami s'inscrivent dans la mouvance narrative du réalisme social. En effet, l'auteur les situe dans des lieux traditionnels du Caire et y décrit les aspects de la vie populaire qui lui permettent d'aborder les sujets sensibles de l'Égypte contemporaine : la politique, l'économie, la santé publique, l'instruction et l'émigration vers l'Europe.

### Œuvres parues en français
- Taxi  (trad. de l'arabe par Moïna Fauchier Delavigne et Hussein Emara), Arles, Actes Sud, 2009, 192 p. (ISBN 978-2-7427-8541-4).
- L'Arche de Noé : roman  (trad. de l'arabe par Soheir Fahmi et Sarah Siligaris), Arles, Actes Sud, 2012, 368 p. (ISBN 978-2-330-00224-4).
- Moi, étoile filante : roman  (trad. de l'arabe par Sarah Rolfo), Arles, Actes Sud, 2021, 394 p. (ISBN 978-2-330-14882-9).